# Attaque de Wanzarbé
Guerre du Sahel
Batailles
- Tlemss
- 1re Tilwa
- Tabankort
- Ouraren
- Adrar Bouss
- Agadez et Arlit
- Tchibarakaten
- Mangaïzé
- Tazalit
- 1re Bani Bangou
- 2e Tilwa
- Wanzarbé
- Abala
- Midal
- 1re Tongo Tongo
- 1re Ayorou
- 2e Tongo-Tongo
- Baley Beri
- 1re Inates
- 2e Inates
- Sanam
- Chinégodar
- 2e Ayorou
- 2e Bani Bangou
- Taroun
- Torodi
- Adabda
- Intagamey
- Koutougou
- Tabatol
- Takanamat
- Teguey
- Chatoumane

L'attaque de Wanzarbé a lieu le 6 mars 2017 pendant la guerre du Sahel.

## Déroulement
L'attaque est menée par des djihadistes tôt le matin du 6 mars 2017, dans la région de Tillabéri, dans une zone où trois gendarmes avaient déjà été tués en mars 2016,. Un poste de la gendarmerie nigérienne est ciblé entre Wanzarbé et Yatakala, près des frontières avec le Mali et le Burkina Faso. Les djihadistes ne parviennent cependant pas à s'emparer du poste et finissent par se replier en direction du Mali,. Trois jours plus tôt, le gouvernement nigérien avait décrété l'état d'urgence dans les régions de Tillabéri et Tahoua,.
L'armée nigérienne commence alors des opérations de ratissage,. L'armée française, engagée dans l'Opération Barkhane, fait quant à elle décoller deux Mirage 2000 depuis Niamey et trois hélicoptères depuis Gao.

## Revendication
L'attaque est revendiquée le 12 janvier 2018 par l'État islamique dans le Grand Sahara.

## Pertes
Dans un premier temps, une source sécuritaire de l'AFP déclare qu'au moins quatre gendarmes sont morts lors de l'attaque. Puis finalement, le gouvernement nigérien annonce quelques heures plus tard qu'au moins cinq gendarmes ont été tués et un véhicule détruit lors de l'affrontement,,.
Voice of America indique cependant le même jour que selon un bilan non officiel, l'attaque aurait fait sept morts et quatre blessés graves parmi les gendarmes.